# Zanddynastin
Zanddynastin (persiska:  سلسله زندیه , Silsilah-i Zandīyah) var en  kurdisk dynasti mellan 1750 och 1794 grundad av Karim Khan Zand.
Karim Khan Zand var en av generalerna under Persiska rikets shah Nadir Shah. Under det kaos som följde på lönnmordet av Nadir Shah 1747 var Karim Khan Zand en av de som i hård konkurrens tävlade om makten. Karim Khan Zand fick 1750 kontroll över centrala och södra delen av Persien. För att legitimera sin maktposition placerade han 1757 Ismail III, som var barnbarn till en tidigare kung från Safaviderna på tronen som galjonsfigur. Karim Khan Zand titulerade sig aldrig shah utan kallade sig Vakil ol-Roayaa. som betyder "Regent av folket".
1760 hade Karim Khan Zand besegrat alla sina rivaler om makten, och hade kontroll på hela Persien utom Khorasan i nordväst. Under Karim Khan Zands styre återhämtade sig Persien efter 40 år av krig. Han gjorde Shiraz till huvudstad och uppförde många fina byggnader som moskéer, basarer och sitt slott Arg of Karim Khan. Han reformerade även monarkin och minskade skatterna för bönderna. Han öppnade även upp Persien för utländsk influens genom att 1763 låta Brittiska Ostindiska Kompaniet sätta upp en handelspost i Bushehr, och för att främja sin egen handel anföll och erövrade han Basra 1775/1776 vilket var Osmanska rikets handelsport mot Persiska viken.
Efter Karim Khan Zands död 1779 följde bråk om tronföljden och fem olika kungar regerade mellan 1779 och 1789 då Lotf Ali Khan tog makten. Han arbetade hårt med att bekämpa rebellen Aga Muhammed Khan. Lotf Ali Khan besegrades i Kerman 1794 och Aga Muhammed Khan tog makten och grundade Qajardynastin som kom att styra Persien till 1925.

## Galleri

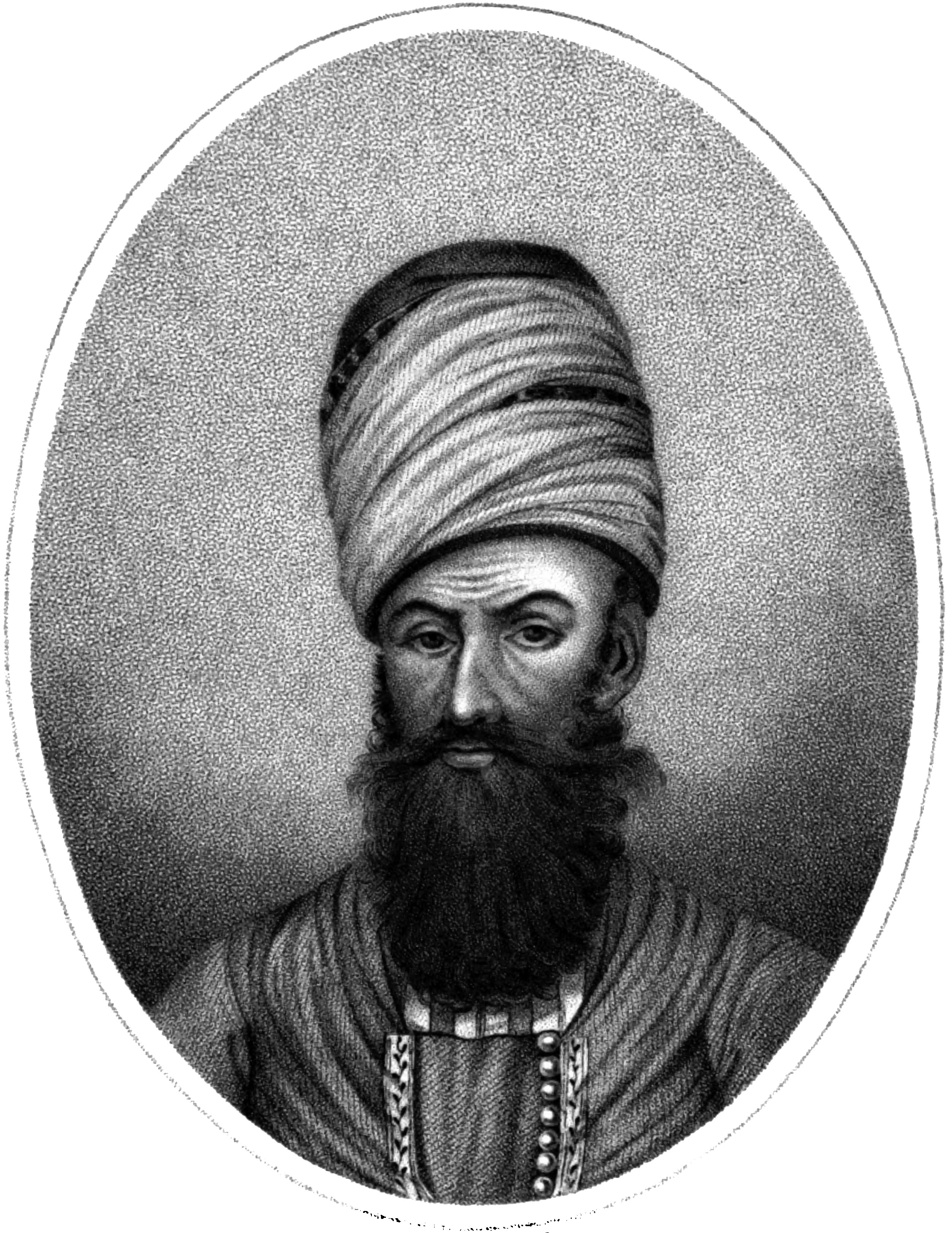
Karim Khan Zand, grundare av Zanddynastin.
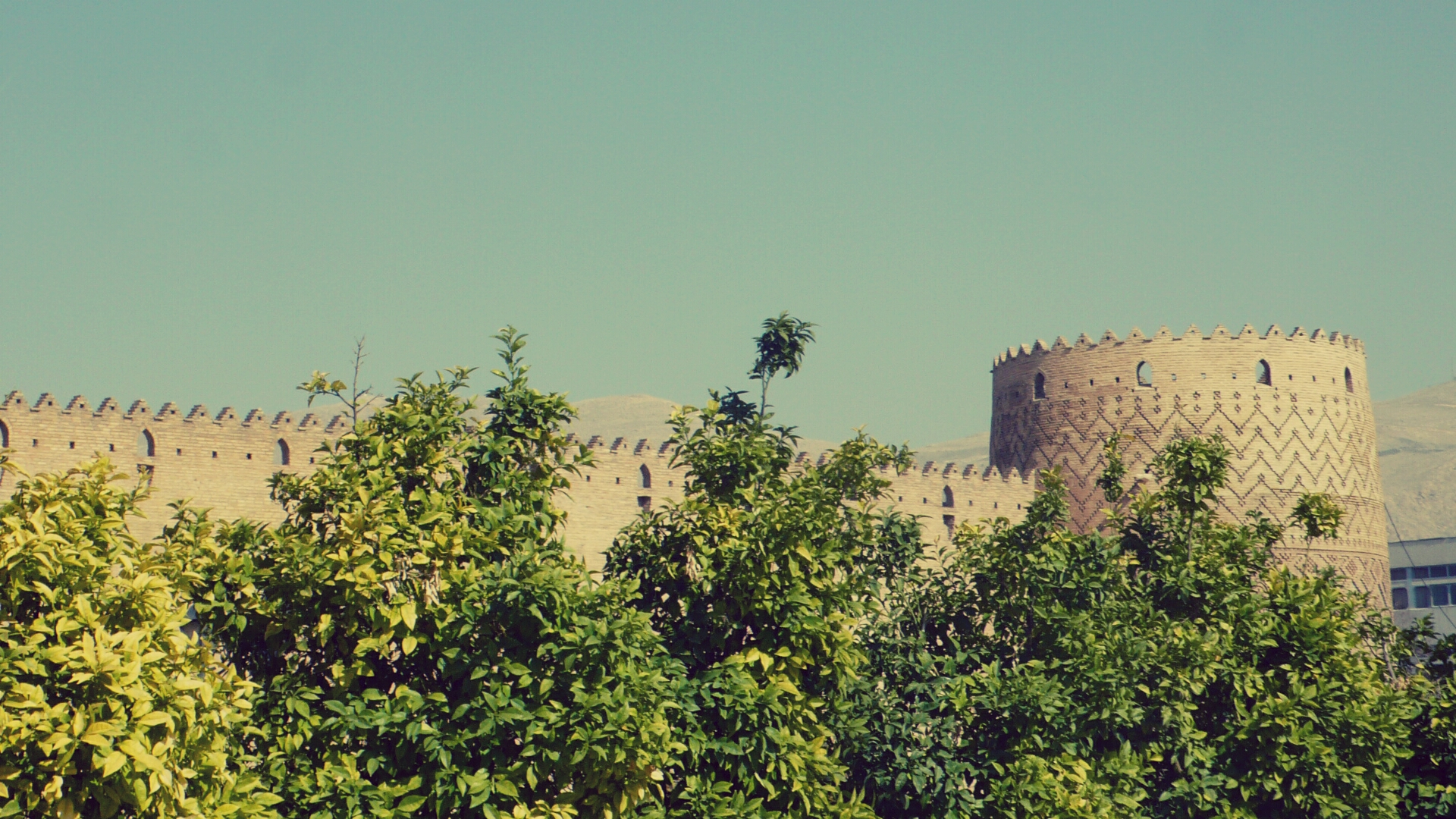
Arg-e Karim Khan, Karim Khan Zands slott i Shiraz